# Río Gránico
El río Gránico (en turco: Biga Çayı,  o Çan Çayı o Kocabaş Çayı), es el nombre clásico con el que se conoce un pequeño río costero del noroeste de Turquía que discurre por la provincia de Çanakkale y desagua en el  mar de Mármara. 
La corriente comienza en la base del monte Ida y se dirige, en líneas generales, hacia el noreste hasta desembocar en el Mármara en la localidad de Karabiga. Se encuentra aproximadamente a 50 km al este del estrecho de Dardanelos. Pasa por las ciudades de Çan y Biga.

## Historia
Este río dio nombre a la primera batalla de Alejandro Magno en Asia y con la cual inicia la conquista del Imperio persa. Esto se produjo en el año 334 a. C. en las orillas de este río, cerca de lo que es la ciudad moderna de Biga.
El ejército comandado por Alejandro representaba a la Liga de Corinto y su supuesto objetivo consistía en enfrentarse a los persas para vengar la ofensa producida durante las guerras médicas con el saqueo de templos. Este ejército estaba formado en su mayoría por tropas macedónicas, con algunas griegas. Para oponerse a ellos, los persas del rey Darío III reunieron un ejército de las distintas satrapías con infantería mercenaria griega.
El resultado del combate fue una aplastante victoria de Alejandro sobre el ejército oriental persa, que le permitió continuar con la conquista de la mayor parte de Anatolia. El río se describe como con una corriente fuerte y turbulenta, con orillas inclinadas y de variada profundidad.